# Bach Werke Verzeichnis
El Bach Werke Verzeichnis (BWV) o Compendi de les obres de Bach és un catàleg de totes les obres conservades de Johann Sebastian Bach (1685-1750) compilat pel musicòleg alemany Wolfgang Schmieder (1901-1990). El seu títol complet és Thematisch-systematisches Verzeichnis der musikalischen Werke von Johann Sebastian Bach  i habitualment es fan servir, per a referir-s'hi, les tres inicials BWV. Tota obra de Bach apareix sempre acompanyada del seu número del BWV.

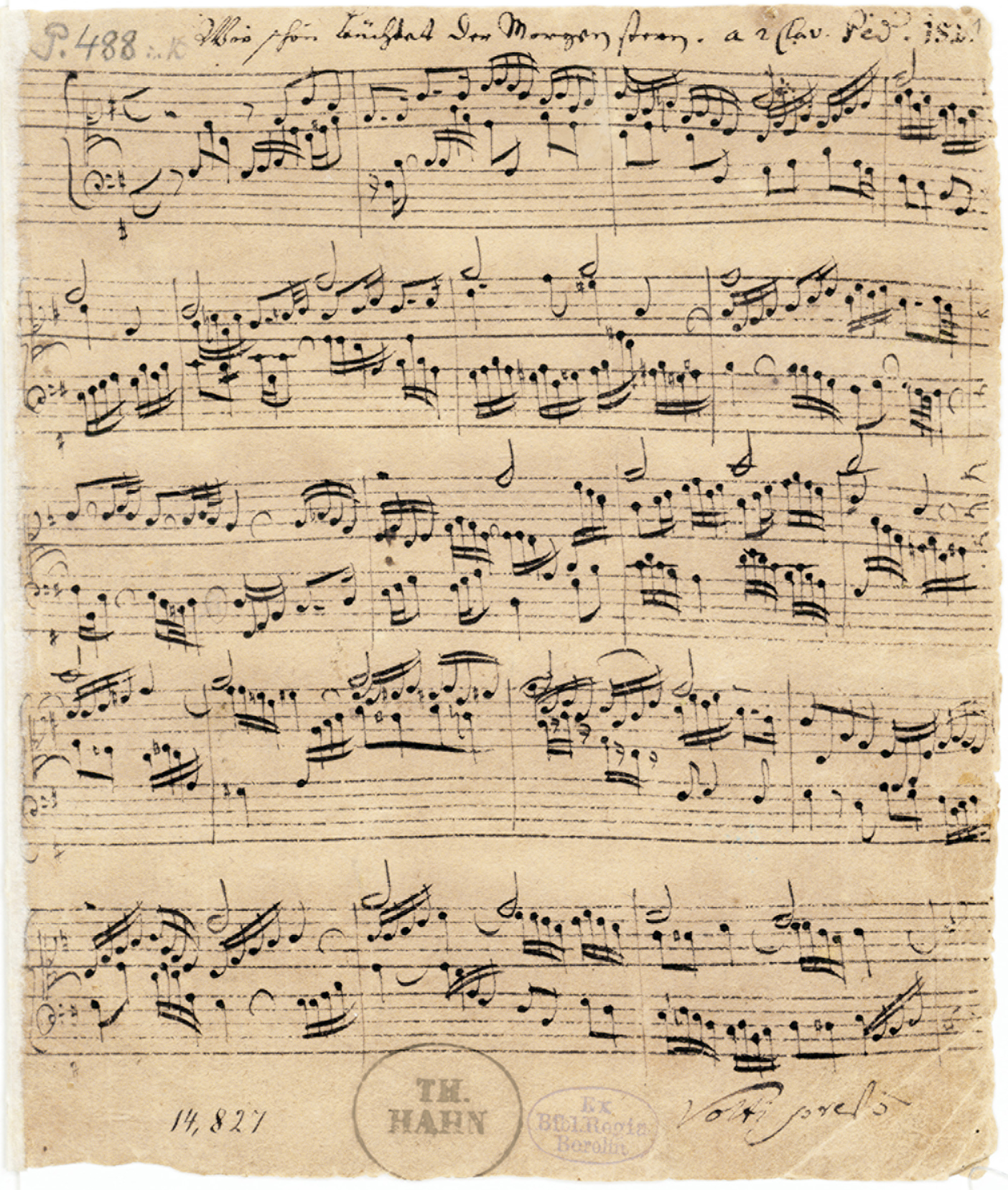
Coral Wie schön leuchtet der Morgenstern (Formós brilla l'Estel de matinada), BWV 739

En ser difícil sistematitzar la cronologia de l'obra de Bach, Schmieder adoptà un criteri temàtic-sistemàtic dividint l'obra en dos grans blocs:
- Música vocal: del BWV 1 al BWV 524.
  - BWV 1 a 200: Cantates Religioses
  - BWV 201 a 216: Cantates Profanes
  - BWV 217 a 224: Cantates Espúries
  - BWV 225 a 231: Motets
  - BWV 232 a 243: Obres Litúrgiques en Llatí (Misses i Magnificat)
  - BWV 244 a 249: Passions i Oratoris
  - BWV 250 a 524: Corals, Àries i Cançons Sacres

- Música instrumental: del BWV 525 al BWV 1080.
  - BWV 525 a 771: Obres per a Orgue
  - BWV 772 a 994: Obres per a Teclat
  - BWV 995 a 1000: Obres per a Llaüt Sol
  - BWV 1001 a 1006: Obres per a Violí Sol
  - BWV 1007 a 1012: Obres per a Violoncel Sol
  - BWV 1013: Partita per a Flauta Travessera Sol
  - BWV 1014 a 1026: Obres per a Violí i Clavecí/Baix Continu
  - BWV 1027 a 1029: Sonates per a Viola de Gamba i Clavecí
  - BWV 1030 a 1035: Sonates per a Flauta Travessera i Clavecí/Baix Continu
  - BWV 1036 a 1040: Trio Sonatas
  - BWV 1041 a 1045: Concerts per a Violí
  - BWV 1046 a 1051: Concerts de Brandeburg
  - BWV 1052 a 1065: Concerts per a Clavecí
  - BWV 1066 a 1071: Suites per a Orquestra
  - BWV 1072 a 1080: Estudis de Contrapunt

El catàleg conté un apèndix (Anhang) representat per Anh. Del número 1 al 23 aplega les obres perdudes o incompletes, del 24 al 155, les dubtoses i de 156 a 189 les falses.
Les obres del BWV no estan, doncs, ordenades segons la data de la seva composició sinó agrupades per categories. La seva primera edició va aparèixer l'any 1950 i la segona, revisada, el 1990. Encara actualment, la investigació de l'obra de Bach aporta de tant en tant descobriments que impliquen rectificacions periòdiques.
El BWV és considerat de manera unànime com el catàleg referencial de l'obra de Bach que podeu trobar detallat en la llista de composicions de Bach.